# Konspiration (eksperimentalfilm)
Konspiration er en dansk eksperimentalfilm fra 1971 instrueret af Allan de Waal.

## Handling
Billedet som skrift, skriften som billeder... Med billeder fra Verdensbanken og en tekst af forfatter Peter Laugesen handler filmen om økonomiens skrift og skriftens økonomi.